# Кравченко, Виктор Петрович
Ви́ктор Петро́вич Кра́вченко (25 мая 1941, Ростов-на-Дону) — советский легкоатлет, бронзовый призёр Олимпийских игр.

## Карьера
На Олимпиаде в Токио в 1964 году Виктор Кравченко выиграл бронзовую медаль, уступив соотечественнику Олегу Федосееву и поляку Юзефу Шмидту.
Двукратный чемпион СССР в 1964 и 1966 годах.